# Gösta Grandin
Karl Gösta Grandin, född 11 oktober 1908 i Vattholma, död 4 september 1990 i Uppsala, var en svensk gångare. Han tävlade för Upsala IF.

## Biografi
Grandin tävlade för Sverige vid olympiska sommarspelen 1936 i Berlin, där han blev diskvalificerad i herrarnas 50 kilometer gång. Under året satte Grandin även ett svenskt rekord på 20 kilometer gång på tiden 1:36.34,8.
År 1940 fick Grandin som ledare motta ett hederstecken av Svenska Gång- och Vandrarförbundet.
Gösta Grandin är gravsatt i minneslunden på Gamla Uppsala kyrkogård.